# Пико, Блас
Блас Хосе Пико (исп. Blas José Pico; 1783, Буэнос-Айрес, Вице-королевство Рио-де-ла-Плата — 1868, Буэнос-Айрес, Аргентина) — аргентинский военный, участвовавший в войне за независимость и в гражданских войнах своей страны.

## Биография
Родился в 1783 году в Буэнос-Айресе. Он принимал участие в действиях против английских вторжений. С 1808 года он был командующим Луханской границы и её округа в звании капитана Бланденгеса.
В 1811 году он был отправлен в Восточную полосу, где сражался в битве при Лас-Пьедрас и участвовал в осаде Монтевидео, получив звание подполковника за заслуги в битве при Серрито.
В 1814 году Блас Пако был губернатором провинции Энтре-Риос и победил каудильо Артигаса Бласа Басуальдо в битве при Белене. Однако уже через несколько недель он подвергся атаке со всех фронтов со стороны федералов. Ему удалось добиться того, чтобы ему на помощь послали полковника Эдуардо Кауница де Хольмберга, но один из лидеров, Эусебио Эренью, одержал важную победу над Пико при Ла-Бахаде. Это принесло Эренью престиж генерального лидера провинции, в то время как Пико был вынужден бежать в Санта-Фе.
В 1816 году, после поражения при Сипе-Сипе, он присоединился к Северной армии и сражался против федералистов Санта-Фе, не сыграв при этом никакой особенно выдающейся роли. Во время мятежа в Арекито он был арестован по приказу Хуана Баутисты Бустоса. Вскоре после этого он вернулся в Буэнос-Айрес. Он сыграл второстепенную роль в политических и военных беспорядках, известных как Анархия 1820 года. В конце того же года он организовал пехотный полк под номером, в некотором роде унаследовавший патрицианский полк. Однако в следующем месяце он оставил командование: это была его последняя военная должность.
В 1820 году Блас Пако был назначен начальником полиции Буэнос-Айреса. В 1828 году он поддержал революцию Хуана Лавалье, и последний назначил его инспектором вооружений провинции. Он возглавил вылазку из Буэнос-Айреса, заблокированную войсками Хуана Мануэля де Росаса, но его солдаты просто уклонились от него и помешали ему собрать припасы. Он снова стал начальником полиции при губернаторах Хуане Хосе Вьямонте и Мануэле Висенте Масе. У него были проблемы с Росасом, но его не заставили эмигрировать.
Через несколько дней после битвы при Касеросе, в 1852 году, он снова был назначен начальником полиции. В 1861 году он был избран национальным депутатом, но оказался одним из тех граждан Буэнос-Айреса, чьи полномочия были отклонены Конгрессом Параны. В 1868 году он был избран сенатором, но не вступил в должность.
Блас Пико скончался в Буэнос-Айресе в 1868 году.